# Grajnár (przełęcz)
Grajnár (słow. sedlo Grajnár; 1023 m n.p.m.) – wysoka, płytka przełęcz w grupie Knoli w Górach Wołowskich w łańcuchu Rudaw Słowackich.
Przełęcz rozdziela masyw Wielkiej Knoli (1266 m, na północnym zachodzie) od masywu Pálenicy (1115 m, na południowym wschodzie). Stoki południowo-zachodnie przełęczy są strome i opadają bystro ku dolince potoku Grajnár, który w miejscowości Hnilec uchodzi do rzeki Hnilec. Natomiast stoki północne i północno-wschodnie przełęczy obniżają się początkowo bardzo łagodnie, by dopiero 1,5–2 km dalej opaść stromo do doliny Żelaznego Potoku.
Przez siodło przełęczy przechodzi asfaltowa szosa (droga II klasy nr 533) z Nowej Wsi Spiskiej (na północy) do doliny Hnilca i dalej przez przełęcz Súľová do Gemerskiej Połomy w dolinie Slanej.
Na polanie nad siodłem przełęczy stała przez wiele lat leśniczówka, spalona w czasie słowackiego powstania narodowego. Później zbudowano na przełęczy niewielki gościniec „Javor” z kilkoma miejscami noclegowymi, od 1995 r. nieczynny, a od 2011 w ruinie.
Na przełęczy niewielki pomniczek, upamiętniający lotniczą tragedię, jaka wydarzyła się w tym rejonie wieczorem 6 listopada 2002 r., kiedy to zderzyły się tu w locie dwa samoloty MiG-29 Armii Słowackiej, przy czym zginął pilot jednego z nich, major Marián Katuška.
Przełęcz jest ważnym węzłem znakowanych szlaków turystycznych. W otoczeniu przełęczy znajdują się popularne trasy dla narciarzy biegowych.